# Heterocithara sibogae
Heterocithara sibogae é uma espécie de gastrópode do gênero Heterocithara, pertencente à família Mangeliidae.